# 李青若
李 青若（り せいじゃく、1965年 - ）は、在日韓国人三世の作家。

## 人物
1965年東京生まれ、愛情深い家族の中で、成績が良くて、いつも学級委員長に選ばれ、元気がよく体育もできる少女時代をすごす。慶應義塾大学文学部を卒業し、上智大学修士課程に進む。
韓国生まれ韓国育ちの1世の父と、日本生まれ日本育ちの2世の母の間にできた、日本生まれ日本育ちの自称2.5世の在日韓国人である。なお、本貫は、驪江李氏のうち慶尚北道慶州の良洞李氏であり、朝鮮の偉大な儒学者李晦斎の末裔にあたる。

## 在日韓国人三世の胸のうち
現代コリア1994年6月号 - 1995年8･9月合併号で連載された「李家の戦争」に加筆した、李青若の著書『在日韓国人三世の胸のうち』は、在日韓国人として祖父と祖母、父、母が戦乱の時代を歩んだ家族史、韓国と日本の異文化結婚、父と娘の世代と文化の衝突、族譜、祭祀、ムーダン(巫女)、本名と通名、在日韓国人のアイデンティティーと帰化、お見合い、結婚、韓国の墓参りと韓国旅行などを若い女性の視点からさわやかに、また正確に書いている。

## 著書
1. ↑  『在日韓国人三世の胸のうち』(草思社 1997年)ISBN 978-4794207456